# شی‌میل
شیمِیل یا شی‌مِیل (به انگلیسی: shemale)
لفظی است که بیشتر در صنعت پورنوگرافی و تجارت جنسی برای توصیف افراد دارای اندام جنسی منتسب به مردان و به همراه صفات ثانویه زنانه (شامل سینه‌هاو...) به‌کار می‌رود.

## استفاده توهین‌آمیز
این لفظ برای زنان ترنس توهین‌آمیز بوده و معمولا هنگام تحقیر زنان ترنس از آن استفاده می‌کنند و مشابه کلمات توهین آمیز دیگری است که برای خطاب به زنانی که کارگر جنسی هستند به‌کار برده می‌شود.

## در فرهنگ مردم
علاوه بر استفاده در پورنوگرافی، از این اصطلاح به عنوان شاه‌بیت نیز استفاده می‌شود. اَدِل لوتز (Adelle Lutz) هنرمند طراح، در پروژه‌ای به‌نام «هنر خیابانی ۴۲»، در سال ۱۹۹۴ نام مغازه‌ای در میدان تایمز نیویورک را از American Male به American She-Male تغییر داد و در آن مانکن‌های رنگارنگ با لباس‌هایی بافته شده از کاندوم قرار داد. این عمل او با انتقاد شدید از طرف زنان ترنس رو‌به‌رو شد.